# Dolicharthria punctalis
Dolicharthria punctalis (tên tiếng Anh: Long-legged China-mark) là một loài bướm đêm thuộc họ Crambidae. Nó là loài điển hình of the proposed chi Stenia, which is usually included in Dolicharthria but may be distinct.

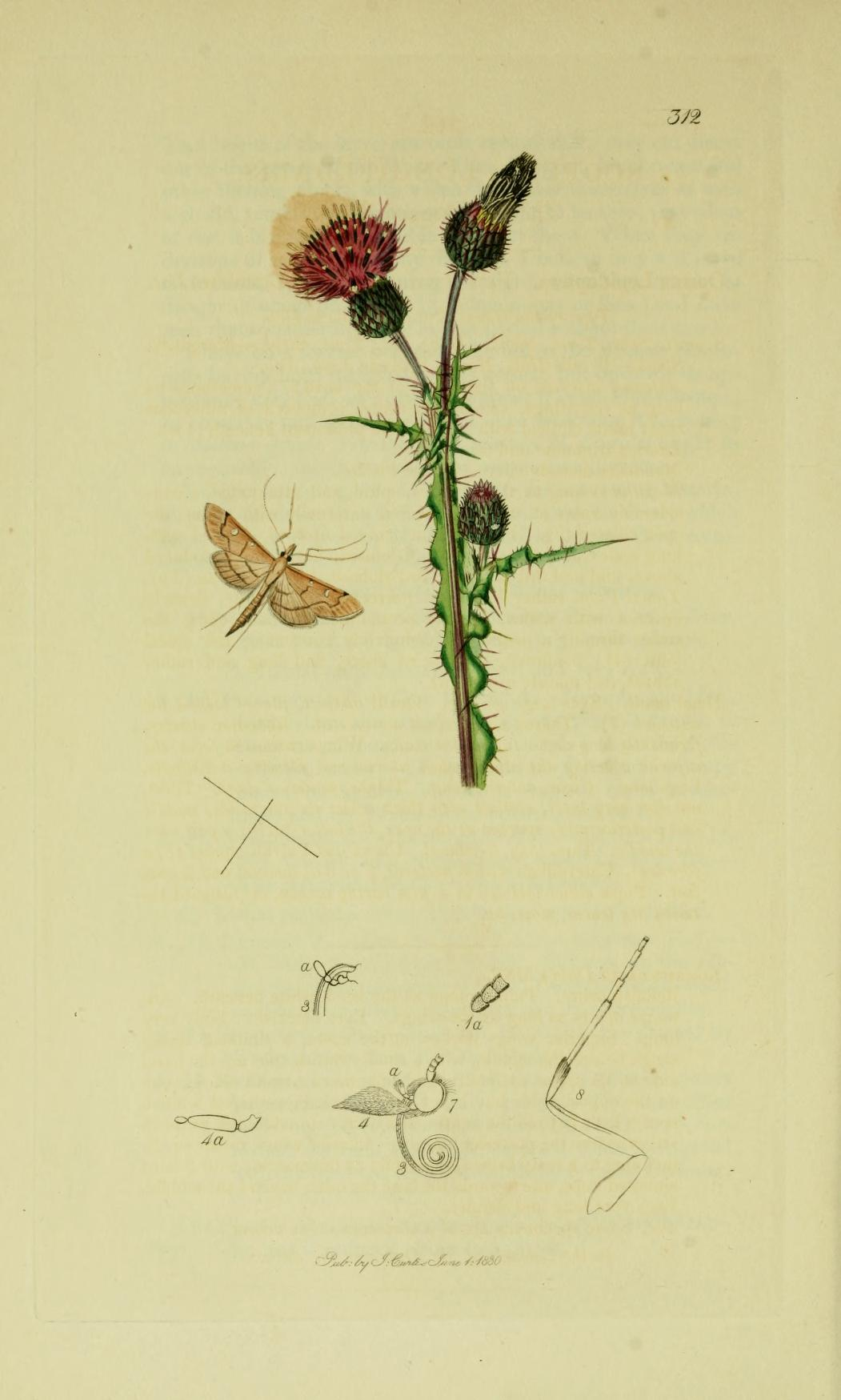
Hình minh họa của John Curtis's British Entomology Volume 6

It is được tìm thấy chủ yếu ở miền trung và Nam Âu, nhưng cũng có hiện diện xa hơn về phía bắc. Sải cánh dài 20–25 mm. Con trưởng thành bay từ tháng 5 đến tháng 9 tùy theo địa điểm.
Sâu bướm ăn Centaurea (knapweeds), Plantago (plantain herb), Trifolium (clovers), Artemisia vulgaris (Common Wormwood) và thậm chí cả marine eelgrass Zostera marina. Còn các thực phẩm bất thường được ghi nhận là lá khô, xác cây và rễ cũ của cây.

## Cước chú
1. ↑  See references in Savela (2009)
2. ↑  Grabe (1942)